# Сердечная деятельность
Серде́чная де́ятельность —  функционирование сердца, направленное на поддержание физиологического гомеостаза, который в этом случае является целевой функцией. 
Сердечная деятельность может осуществляться только благодаря некоторому количеству петель регулирования и петель управления, которые все вместе и формируют единую и целостную сердечно-сосудистую систему.

## Физиологическая роль
«Деятельность сердца обеспечивается его основными функциями: возбудимостью, автоматизмом, проводимостью и сократимостью. Эти функции взаимосвязаны, они обуславливают относительную автономность работы сердца». 
В процессе эволюции научных знания и постепенной замены языка физиологического на язык биофизический все перечисленные физиологические функции было предложено понимать как различные проявления автоволновой функции сердца.
Когда говорят о сердечной деятельности с учётом базовых общебиологических механизмов, а не просто о работе сердца как изолированного органа, то подразумевается, что у сердечной деятельности, как и у любой деятельности вообще, есть некоторая своя целевая функция как системообразующий фактор в кибернетическом варианте описания систем. Термин «активность» подходит для иных случаев: например, электрические явления, которые сопровождают работу сердца и могут быть зарегистрированы с помощью электрокардиографии, не удовлетворяют целям функционирования сердечно-сосудистой, поскольку они являются лишь побочными эффектами автоволновой функции сердца. В английской научной и медицинской литературе электрические явления, сопровождающие работу сердца, упоминаются как «электрическая активность сердца» (electrical activity of the heart)
Графически сердечную деятельность можно описать при помощи диаграммы работы сердца, которая строится в координатах давление—объём и отражает нормальный цикл сокращения левого желудочка.
Предложена также концепция аритмической деятельности сердца как варианта нормальной реакции адаптации.

## Физиологические функции

### Насосная функция сердца
Считается, что сердечная деятельность нацелена на обеспечение насосной функции сердца, то есть «основной физиологической функцией сердца является ритмическое нагнетание крови в сосудистую систему». Насосная функция сердца в свою очередь является встроенной в более сложную систему гемодинамики (гидродинамики кровообращения).
Для того, чтобы насосная функция сердца осуществлялась достаточно эффективно, должны выполняться следующие пять необходимых условий:
1. Сокращение отдельных кардиомиоцитов должны происходить синхронно через равные интервалы времени (не аритмично).
2. Клапаны сердца должны открываться полностью (не должно быть стеноза).
3. В закрытом состоянии клапаны сердца не должны пропускать жидкость (не должно быть их недостаточности или регургитации).
4. Сокращения миокарда должны быть сильными (не должно быть его недостаточности).
5. Во время диастолы желудочки должны адекватно наполняться.

### Автоволновая функция сердца
Разработка концепции автоволновой функции сердца связана с развитием интегративной физиологии  и с проникновение новых научных идей интегративного подхода в старую, выстроенную в рамках редукционизма, кардиологию; развивается в рамках современной математической физики биологических объектов. Важную роль в развитии интегративной физиологии играет проект «Физиом». В рамках этой концепции ранее известные свойства миокарда, такие как возбудимость, автоматизм, проводимость и сократимость предложено понимать как различные проявления единой автоволновой природы активных сред..

## Нормальная регуляция
Истинный ритм синусового узла (ИРСУ), то есть ЧСС при собственном автоматизме синусового узла без регуляторных воздействия на него, равен приблизительно 80-100 импульсов в минуту. Для выполнения двух из пяти необходимых условий требуется осуществление регуляции автоматизма синусового узла (СУ).
Деятельность сердца регулируется комплексом воздействий со стороны метаболитов, гуморальных факторов и нервной системы.
В целостном организме сердечная деятельность регулируется нервной системой и зависит от гуморальных влияний.
«Способность сердца к адаптации обусловлена двумя типами регуляторных механизмов: 
1. внутрисердечной регуляцией (такая регуляция связана с особыми свойствами самого миокарда, благодаря чему она действует и в условиях изолированного сердца) и
2. экстракардиальной регуляцией, которую осуществляют эндокринные железы и вегетативная нервная система»[2]

Показано первостепенное значение эмоций как в механизмах нарушения, так и нормализации сердечной деятельности, причём выявлена зависимость сердечной деятельности не только от качества эмоций, но и от исходного состояния миокарда.

#### Внутрисердечная регуляция
В качестве примера внутрисердечной саморегуляции можно привести механизм Франка — Старлинга, в результате действия которого ударный объём сердца увеличивается в ответ на увеличение объёма крови в желудочках перед началом систолы (конечный диастолический объем), когда все остальные факторы остаются неизменными. Физиологическое значение этого механизма заключается в основном в поддержании равенства объёмов крови, проходящей через левый и правый желудочек. Косвенно этот механизм может влиять и на ЧСС.
Работа сердца существенно модифицируется также и на уровне локальных интракардиальных (кардиально-кардиальных) рефлексов, замыкающихся в интрамуральных ганглиях сердца.
По сути дела внутрисердечные рефлекторные дуги — часть метасимпатической нервной системы. Эфферентные нейроны являются общими с дугой классического парасимпатического рефлекса (ганглионарные  нейроны), представляя единый «конечный путь» для афферентных влияний
сердца и эфферентной импульсации по преганглионарным эфферентным волокнам блуждающего нерва. Внутрисердечные рефлексы обеспечивают «сглаживание» тех изменений в деятельности сердца, которые возникают за счет механизмов гомео- или гетерометрической саморегуляции, что  необходимо для поддержания оптимального уровня сердечного выброса.

#### Экстракардиальная регуляция
Сердце может быть эффекторным звеном рефлексов, зарождающихся в сосудах, внутренних органах, скелетных мышцах и коже; все эти рефлексы выполняются на уровне различных отделов вегетативной нервной системы, и рефлекторная дуга их может замыкаться на любом уровне, начиная от ганглиев и до гипоталамуса..
Так, рефлекс Гольтца проявляется брадикардией, вплоть до полной остановки сердца, в ответ на раздражение механорецепторов брюшины; рефлекс Данана — Ашнера проявляется урежением ЧСС при надавливании на глазные яблоки; и т. д..
Расположенный в продолговатом мозге сосудодвигательный центр, являющийся частью вегетативной нервной системы, получает сигналы от различных рецепторов: проприорецепторов, барорецепторов и хеморецепторов, — а также стимулы от лимбической системы. В совокупности эти входные сигналы обычно позволяют сосудодвигательному центру достаточно точно регулировать работу сердца через процессы, известные как сердечные рефлексы.
В качестве примера рефлексов сосудодвигательного центра можно привести барорефлекс (рефлекс Циона — Людвига): при повышении артериального давления увеличивается частота импульсации барорецепторов, а сосудодвигательный центр уменьшают симпатическую стимуляцию и увеличивают парасимпатическую стимуляцию, что приводит, в частности, и к уменьшению ЧСС; и, наоборот, по мере снижения давления скорость срабатывания барорецепторов уменьшается, и сосудодвигательный центр увеличивает симпатическую стимуляцию и снижает парасимпатическую, что приводит, в частности, и к увеличению ЧСС.
Существует аналогичный рефлекс, называемый предсердным рефлексом или рефлексом Бейнбриджа, в котором задействованы специализированные барорецепторы предсердий.
Волокна правого блуждающего нерва иннервируют преимущественно правое предсердие и особенно обильно СУ; вследствие этого влияния со стороны правого блуждающего нерва проявляются в отрицательном хронотропном эффекте, т. е. уменьшают ЧСС..
К экстракардиальной регуляции относят также гормональные влияния. Так, гормоны щитовидной железы (тироксин и трийодтиронин) усиливают сердечную деятельность, способствуя более частой генерации импульсов, увеличению силы сердечных сокращений и усилению транспорта кальция; тироидные гормоны повышают и чувствительность сердца к катехоламинам — адреналину, норадреналину.
В качестве примера воздействия метаболитов можно привести воздействие повышенной концентрации ионов калия, которая оказывает на сердце влияние, подобное действию блуждающих нервов: избыток калия в крови вызывает урежение ритма сердца, ослабляет силу сокращения, угнетает проводимость и возбудимость.

## Моделирование
Примерно с середины XX века, с появления цифровых вычислительных машин, математическое моделирование стало играть важную и всё возрастающую роль в развитии более глубокого понимания принципов сердечной деятельности. Начало тому положила широко известная работа Н. Винера.
Модели миокарда Д. Нобла, Биллера — Рейтера, Лео — Руди послужили основой для понимания автоволновой природы функционирования миокарда.
Большое значение в понимании электрических проявлений сердечной деятельности сыграла теория эквивалентного электрического генератора сердца, разработанная под руководством Л. И. Титомира; развиты теоретические подходы к приемлемому с практической точки зрения решению обратной задачи электродинамики в электрокардиологии.
Моделирование помогло обнаружить обратное механо-электрическое сопряжение в кардиомиоцитах, которое, как оказалось, играет существенную роль в нормальной сердечной деятельности.
Современные средства компьютерного моделирования позволяют разрабатывать многоуровневые сложные модели сердечной деятельности.
Новые принципы математического моделирования с учётом уровня научных знаний XXI века были сформулированы в проекте «Физиом сердца».

## Особенности у разных групп населения

#### Особенности у спортсменов
Адаптация сердечно-сосудистой системы у спортсменов к физическим нагрузкам приводит
к комплексу структурных и функциональных особенностей сердечно-сосудистой системы, обеспечивающих высокую производительность при мышечной работе.
Для оценки тренированности и работоспособности спортсмена использовать следует значения показателей гемодинамического обеспечения иные, чем у обычных людей.
При перетренированности, возникающей из-за недостаточно рационального построения тренировок, выявляются атипичным изменениям в аппарате кровообращения.

### Книги
1. ↑  Дудель Й., Рюэгг Й., Шмидт Р. и др. Физиология человека: в 3-х томах. Пер. с англ = Human Physiology / Под ред. Р. Шмидта, Г. Тевса. — 3. — М.: Мир, 2005. — Т. 2. — 314 с. — 1000 экз. — ISBN 5-03-003576-1.
2. ↑  Кречкер М. И. Руководство по клинической кардиографии. — М.: Инсайт, 2000. — 395 с. — ISBN 5-900518-24-9.
3. 1 2  Елькин Ю. Е., Москаленко А. В. Базовые механизмы аритмий сердца // Клиническая аритмология / Под ред. проф. А. В. Ардашева. — М.: МЕДПРАКТИКА-М, 2009. — С. 45—74. — 1220 с. — ISBN 978-5-98803-198-7.
4. 1 2  Moskalenko A. Tachycardia as “Shadow Play” // Tachycardia / Takumi Yamada, editor. — Croatia: InTech, 2012. — С. 97—122. — 202 с. — ISBN 978-953-51-0413-1. — doi:10.5772/25411.
5. ↑  Морман Д., Хеллер Л. Физиология сердечно-сосудистой системы. — СПб.: Питер, 2000. — 256 с. — ISBN 5-314-00164-0.
6. ↑  Moskalenko A. Basic Mechanisms of Cardiac Arrhythmias // Cardiac Arrhythmias —- Mechanisms, Pathophysiology, and Treatment / Wilbert S. Aronow, editor. — Croatia: InTech, 2014. — С. 1—44. — 152 с. — ISBN 978-953-51-1221-1. — doi:10.5772/57557.
7. ↑  Физиология человека / под ред. В. М. Покровского и Г. Ф. Коротько. — 3-е. — М.: Медицина, 2007. — 656 с. — (Учебная литература для студентов медицинских вузов). — 10 000 экз. — ISBN 5-225-04729-7.
8. ↑  Гуревич М. И., Бернштен С. А. Основы гемодинамики. — Киев: Наук. думка, 1979. — 232 с.
9. ↑  Семенова Л. М. Интегративная физиология / под ред. Л. М. Семенова, С. В. Куприянов. — Чебоксары: Изд-во Чуваш. ун-та, 2015. — 334 с. — ISBN 978-5-7677-2064-4.
10. ↑  Betts J. G., Desaix P. , Johnson E. W., Johnson J. E., Korol O., Kruse D., Poe B., Wise J., Womble M. D., Young K. A. Anatomy and Physiology (англ.). — OpenStax, 2013. — 1410 p. — ISBN 978-1-947172-04-3. Архивировано 3 июня 2020 года.
11. ↑  Филимонов В. И. Руководство по общей и клинической физиологии. — М.: Медицинское информационное агентство, 2002. — 958 с. — 3000 экз. — ISBN 5-89481-058-2.
12. ↑  Физиология. Основы и функциональные системы / под ред. К. В. Судакова. — М.: Медицина, 2000. — 784 с. — ISBN 5-225-04548-0.
13. ↑  Федоров Б.М. Эмоции и сердечная деятельность. — М.: Медицина, 1977. — 216 с.
14. ↑  Титомир Л. И., Кнеппо П. Математическое моделирование биоэлектрического генератора сердца. — М.: Наука, Физматлит, 1999. — 448 с.
15. ↑  Колпаков Ф. А. Система кровообращения и артериальная гипертония: биофизические и генетико-физиологические механизмы, математическое и компьютерное моделирование // Компьютерное моделирование системы / под ред. А. Л. Маркель, А. М. Блохин, Л. Н. Иванова. — М.: Litres, 2017. — С. 135–204. — ISBN 978-5-7692-1021-1.
16. ↑  Белоцерковский З. Б., Любина Б. Г. Сердечная деятельность и функциональная подготовленность у спортсменов (норма и атипичные изменения в нормальных и измененных условиях адаптации к физическим нагрузкам). — М.: Советский спорт, 2012. — 548 с. — ISBN 978-5-9718-0569-4.

### Статьи
1. ↑  Москаленко А. В., Тетуев Р. К., Махортых С. А. История становления математической физики сердца в России // Препринты ИПМ им. М.В.Келдыша : журнал. — 2018. — № 61. — С. 1—32. — ISSN 2071-2901. — doi:10.20948/prepr-2018-61.
2. ↑  Noble D. Modelling the heart: insights, failures and progress (англ.) // BioEssays. — 2002. — No. 24. — P. 1155—1163.
3. ↑  Винер Н., Розенблют А. Проведение импульсов в сердечной мышце. Математическая формулировка проблемы проведения импульсов в сети связанных возбудимых элементов, в частности, в сердечной мышце = Wiener N., Rosenblueth A. The mathematical formulation of the problem of conduction of impulses in a network of connected excitable elements, specifically in cardiac muscle // Arch. Inst. Cardiologia de Mexico 1946. V. 16. P. 205–265 // Кибернетический сборник. — 1961. — № 3. — С. 3—56.
4. ↑  Noble D. A modification of the Hodgkin-Huxley equations applicable to Purkinje fibre action and pacemaker potentials (англ.) // J. Physiol.. — 1962. — Vol. 160, no. 2. — P. 317—352. — doi:10.1113/jphysiol.1962.sp006849.
5. ↑  Beeler G. W., Reuter H. Reconstruction of the action potential of ventricular myocardial fibres (англ.) // J. Physiol. (London). — 1977. — Vol. 268, no. 1. — P. 177—210.
6. ↑  Lue C. H., Rudy Y. A model of the ventricular cardiac action potential: Depolarization, repolarization, and their interaction (англ.) // Circ. Res.. — 1991. — Vol. 68, no. 6. — P. 1501—1526. — doi:10.1161/01.RES.68.6.1501.
7. ↑  Solovyova O. E., Markhasin V. S., Katsnelson L. B., Protsenko Y., Kohl P., Noble D. Mechano-electric interactions in heterogeneous myocardium: development of fundamental experimental and theoretical models (англ.) // Prog Biophys Mol Biol.. — 2003. — Vol. 82, no. 1–3. — P. 207—220.
8. ↑  Кацнельсон Л. Б., Соловьева О. Э., Сульман Т. Б., Коновалов П.В., Мархасин В. С. Моделирование механоэлектрического сопряжения в кардиоцитах в норме и при патологии // Биофизика. — 2006. — Т. 51, № 6. — С. 1044—1054.
9. ↑  Bassingthwaighte J., Hunter P., Noble D. The Cardiac Physiome: perspectives for the future (англ.) // Exp Physiol.. — 2009. — Vol. 94, no. 5. — P. 597—605. — doi:10.1113/expphysiol.2008.044099.